# Lindqvists populära romaner
Lindqvists populära romaner är en bokserie utgiven 1965–1973 av Lindqvists förlag. Böckerna hade röda pärmar med guldtext på ryggen.
| Volym | Titel                          | Författare     | Utgivningsår |
| ----- | ------------------------------ | -------------- | ------------ |
| 1     | Hajstranden                    | Richard Powell | 1969         |
| 2     | Pionjärerna                    | Richard Powell | ?            |
| 3     | Den vandrande riddaren         | Mark Hebden    | 1969         |
| 4     | Spel med hårda bud             | Richard Powell | 1969         |
| 5     | Spionen som inte blev utväxlad | Alfred Tack    | 1969         |
| 6     | Ny Morgon                      | Reuven Kritz   | 1969         |
| 7     | Den gyllene fällan             | Hugh Pentecost | 1970         |
| 8     | Hämnaren från havet            | Bill Knox      | 1970         |
| 9     | Bort med puffran, kvinna       | Richard Powell | ?            |
| 10    | Drakryttarna                   | Anne McCaffrey | 1970         |
| 11    | Pop-mordet                     | Lil Yunkers    | 1971         |
| 12    | Don Quixote U.S.A.             | Richard Powell | 1971         |
| 13    | Död mans minne                 | Curt Siodmak   | 1971         |